# Emilie-Claire Barlow

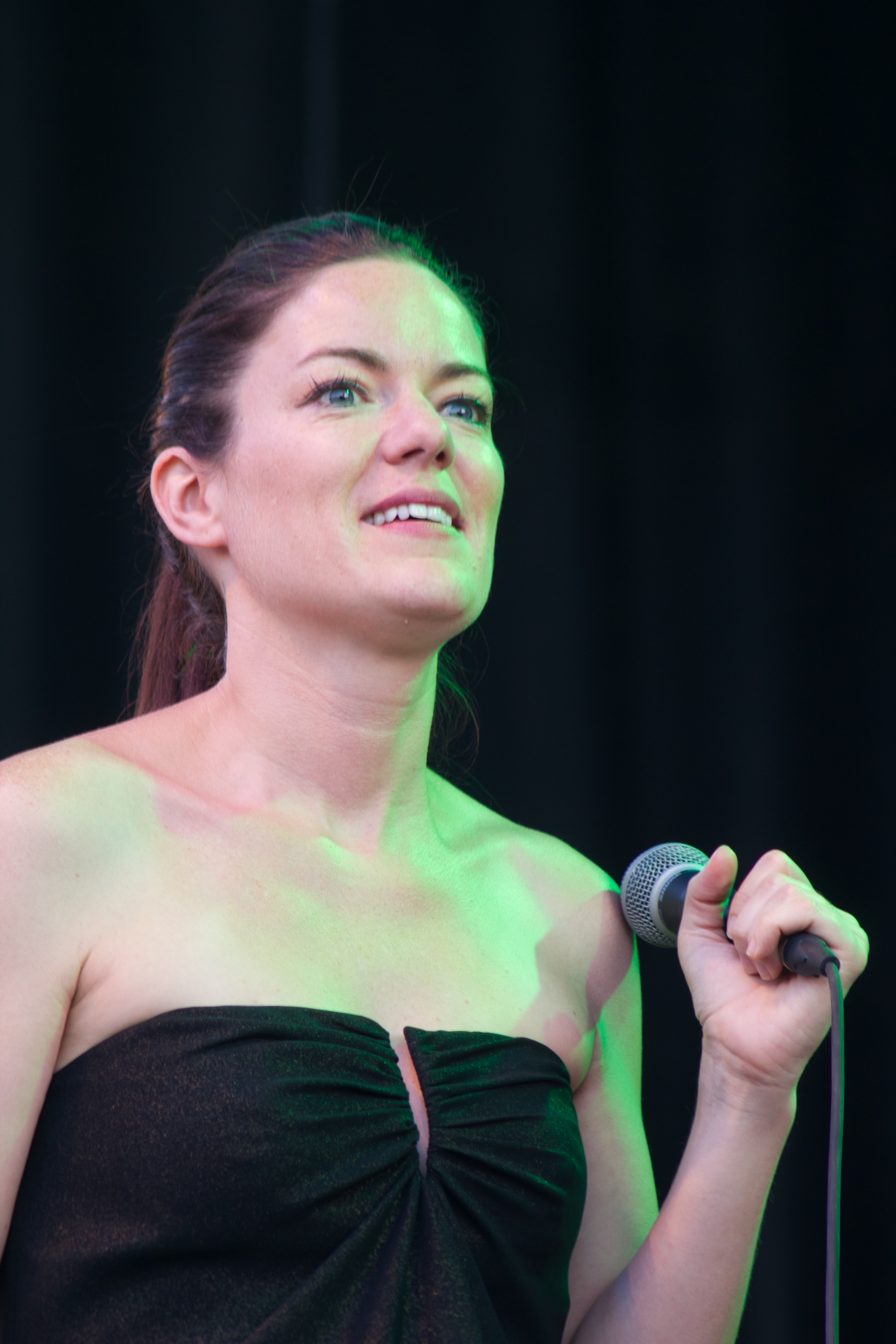
Emilie-Claire Barlow (Uptown Waterloo Jazz Festival, 2012)

Emilie-Claire Barlow (* 6. Juni 1976 in Toronto) ist eine kanadische Jazzmusikerin (Gesang, Arrangement) und Synchronsprecherin. Bis 2021 hat sie 13 selbst produzierte Alben, teils auf eigenem Label, veröffentlicht.

## Leben und Wirken
Barlow, Tochter der Musiker Brian Barlow und Judy Tate, wurde von ihren Eltern ermutigt, zu singen und mehrere Instrumente zu lernen, darunter Klavier, Cello, Klarinette und Geige. Bereits mit sieben Jahren begann sie eine Karriere als Sängerin in Fernseh- und Radiowerbung. Sie studierte Gesang an der Etobicoke School of Arts und Musiktheorie und Arrangement am Humber College.
Gemeinsam mit ihrem Vater, dem Schlagzeuger Brian Barlow, bildete Barlow 1997 die Barlow Group, ein Oktett, dem auch der Posaunist Russ Little und der Saxophonist John Johnson angehörten. Ihr erstes Album, Sings, wurde 1998 veröffentlicht. Weitere Alben folgten. Sie trat unter anderem im Cotton Club in Tokio, beim Stockholms Kulturfestival, bei Konzerten mit Symphonieorchestern in Torontos Massey Hall und im Maison symphonique de Montréal sowie mehrfach beim Montreal Jazz Festival auf. Im Duo Bocana arbeitet sie mit dem Bassisten Steve Webster.
Barlows Album Seule çe soir (u. a. mit Mark Kieswetter und Reg Schwager) wurde 2013 als beste Jazz-Gesangsaufnahme mit einem Juno Award, Clear Day (mit dem niederländischen Metropole Orkest) 2016 mit demselben Preis ausgezeichnet. Seule çe soir gewann außerdem den Preis für das Album des Jahres - Jazz Interpretation bei den ADISQ Awards 2013  und als rein französischsprachiges Album einen Félix Award. Bei den National Jazz Awards 2008 wurde Barlow als „Female Vocalist of the Year“ ausgezeichnet. Als Einflüsse nennt sie Ella Fitzgerald, Tony Bennett und Stevie Wonder.
Barlow hat als Synchronsprecherin verschiedene Charaktere für animierte Fernsehserien eingesprochen. Sie ist auch auf Alben von David Blamires, Peter Appleyard, Dave Weckl & Jay Oliver, Kathryn Rose, Caja 8 und Amanda Tosoff zu hören.

## Diskographische Hinweise
- Sings (Rhythm Tracks, 1998)
- Tribute (Rhythm Tracks, 2001)
- Happy Feet (Rhythm Tracks, 2003)
- Like a Lover (Empress, 2005)
- Winter Wonderland (Empress, 2006)
- The Very Thought of You (Empress, 2007)
- Haven’t We Met? (Empress, 2009)
- The Beat Goes On (Empress, 2010)
- Seule çe soir (Empress, 2012)
- Live in Tokyo (eOne, 2014)
- Clear Day (eOne, 2015)
- Lumières d’hiver (Empress, 2017)
- What a Wonderful World (Empress, 2021)

## Filmographie
Darstellerin
- 1992: Oh, What a Night (Regie: Eric Till)

Synchronsprecherin
- 1994: The Mighty Jungle – Home Alone (Fernsehserie)
- 1995–2000: Sailor Moon (Fernsehserie, 91 Folgen)
- 1998: Mythic Warriors: Guardians of the Legend – Ulysses and the Journey Home (Fernsehserie)
- 2004–2007: 6Teen (Fernsehserie, 2 Folgen)
- 2007: Bakugan – Spieler des Schicksals (Bakugan Battle Brawlers) (Fernsehserie, 6 Folgen)
- 2007–2010: Ein Hoch auf Huckle! (Busytown Mysteries (Hurray for Huckle!)) (Fernsehserie, 23 Folgen)
- 2007–2018: Total Drama Island (Fernsehserie, 54 Folgen)
- 2009: Stoked (Fernsehserie, 11 Folgen)
- 2009: Bakugan Battle Brawlers (Videospiel)
- 2009–2010: The Dating Guy (Fernsehserie, 2 Folgen)
- 2011: Skatoony (Spielshow, 1 Folge)
- 2011: Beyblade: Metal Masters (Fernsehserie, 1 Folge)
- 2011: Banana Cabana (Almost Naked Animals) (Fernsehserie, 6 Folgen)
- 2012: Z-Baw (Regie Ricardo Gomez)
- 2012–2013: Fugget About It (Fernsehserie, 26 Folgen)
- 2013: Beyblade: Metal Fury (Fernsehserie, 1 Folge)
- 2013: State of Syn – Episode #1.6 (Webserie)
- 2013: Total Drama All Stars (Fernsehserie, 10 Folgen)
- seit 2013: Peg + Cat (Fernsehserie)
- 2014–2016: Dumm Fu (Numb Chucks) (Fernsehserie, 51 Folgen)
- 2015: Total Drama Presents: The Ridonculous Race (Fernsehserie, 6 Folgen)
- 2018: Total DramaRama – Venthalla (Fernsehserie)